# Distretto di Shuangtaizi
Il distretto di Shuangtaizi (双台子区S, Shuāngtáizi QūP) è un distretto della Cina, situato nella provincia di Liaoning e amministrato dalla prefettura di Panjin.